# Tautenburg
Tautenburg è un comune del circondario della Saale-Holzland, nello stato di Turingia, Germania. Vi si trova l'osservatorio astronomico Karl Schwarzschild.